# Any u
Any u (títol original en anglès: Year One) és una pel·lícula estatunidenca dirigida per Harold Ramis, estrenada el 2009 i doblada al català. La pel·lícula interpreta en clau d'humor la Bíblia, com la dels Monty Python La vida de Brian.

## Argument
Zed (Jack Black) i Oh (Michael Cera), els protagonistes de la pel·lícula, interpreten dos caçadors primitius i maldestres, que després d'haver estat expulsats del seu poble per haver tastat la poma de l'Arbre prohibit i comencen un llarg viatge bíblic trobant Caín (David Cross), quan mata Abel (Paul Rudd), després són esclavitzats pels guàrdies de Sodoma trobant Abraham (Hank Azaria) just abans de sacrificar Isaac (Christopher Mintz-Plasse) i Zed diu ser un missatger de Déu i atura el sacrifici, convidat a la casa d'Abraham; després del sopar, Isaac porta Zed i Oh a Sodoma on després de diverses aventures seran capaços d'acabar amb èxit la pel·lícula.

## Distribució
La pel·lícula, produïda per Apatow Productions, va ser estrenada als Estats Units el 19 de juny de 2009 de Columbia Pictures.

## Repartiment
Els protagonistes Jack Black i Michael Cera són compatibles amb un gran elenc, Christopher Mintz-Plasse interpreta Isaac i Hank Azaria fa el paper d'Abraham. El director de la pel·lícula Harold Ramis fa d'Adam i Rhoda Griffis és Eva, també Kyle Gass i Zaftig l'eunuc i Bill Hader interpreta un xaman.
- Jack Black: Zed
- Michael Cera: Oh
- Christopher Mintz-Plasse: Isaac
- David Cross: Caïn
- Olivia Wilde: Princesa Inanna
- Vinnie Jones: Sargon
- Paul Rudd: Abel
- Hank Azaria: Abraham
- Harold Ramis: Adam
- Rhoda Griffis: Eve
- Xander Berkeley: el rei
- Gia Carides: la reina
- James B. McDaniel: Sodom Buyer
- June Diane Raphael: Maya
- Juno Temple: Imma
- Paul Scheer: Bricklayer
- Oliver Platt: Gran Sacerdot
- David Pasquesi: Primer ministre
- Kyle Gass: Zaftig l'eunuc
- Gabriel Sunday: Seth
- Matthew Willig: Marlak